# Tai Ding
Tai Ding (siglo XVII a. C.) fue el primogénito del rey Shāng Tāng, pero las fuentes no están de acuerdo sobre si sucedió a su padre como rey de la dinastía Shang.
En las Memorias históricas, Sima Qian cuenta que murió a edad temprana, sin haber sucedido a su padre. Se le dio el nombre póstumo de Tai Ding (chino:太丁}, y el trono pasó a su hermano menor Wai Bing, y más tarde. a su propio hijo, Tai Jia.
Unas inscripciones sobre huesos oraculares halladas en Yinxu registran que fue el segundo rey Shang, al que se dio el nombre póstumo de Da Ding, y fue sucedido por sus hijos Da Jia (Tai Jia) y Bu Bing (Wai Bing).